# Hohendorf (Wolgast)
Hohendorf is een Ortsteil van de Duitse gemeente Wolgast in de deelstaat Mecklenburg-Voor-Pommeren. Tot 1 januari 2012 was Hohendorf een zelfstandige gemeente.